# Мерда (пошлина)
Мерда — старинная русская рыболовная пошлинная единица.
В 1618 году в Обонежской пятине, на реке Волге, в пороге Мневце принадлежали Пудожскому погосту 43½ мерды рыбных ловель, с которых оброка получалось 2 гривны, и, кроме того, были ещё 21½ мерды монастырских ловель. Судя по оброку, которого причиталось меньше деньги с мерды, единица эта была весьма невелика.